# Malá Buková (Ralská pahorkatina)
Malá Buková (432 m n. m.) je neovulkanický vrch v okrese Česká Lípa, ležící asi 4,5 km vsv. od Břehyně, zhruba na půl cesty mezi Kuřívodami (sídelní část města Ralsko) a vesnicí Hradčany, na katastrálním území Kuřívody.

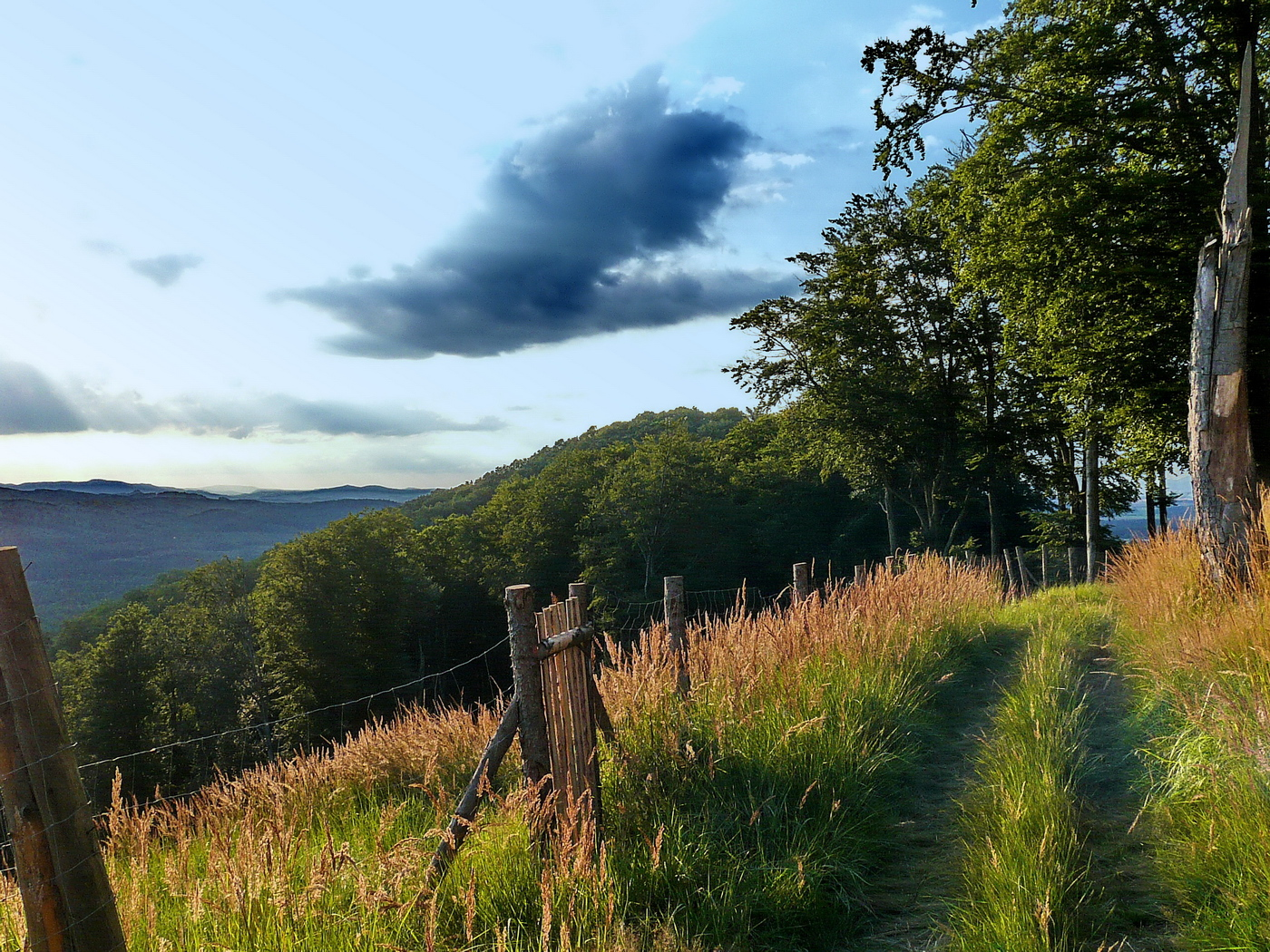
Stezka po Velké Bukové k Malé Bukové

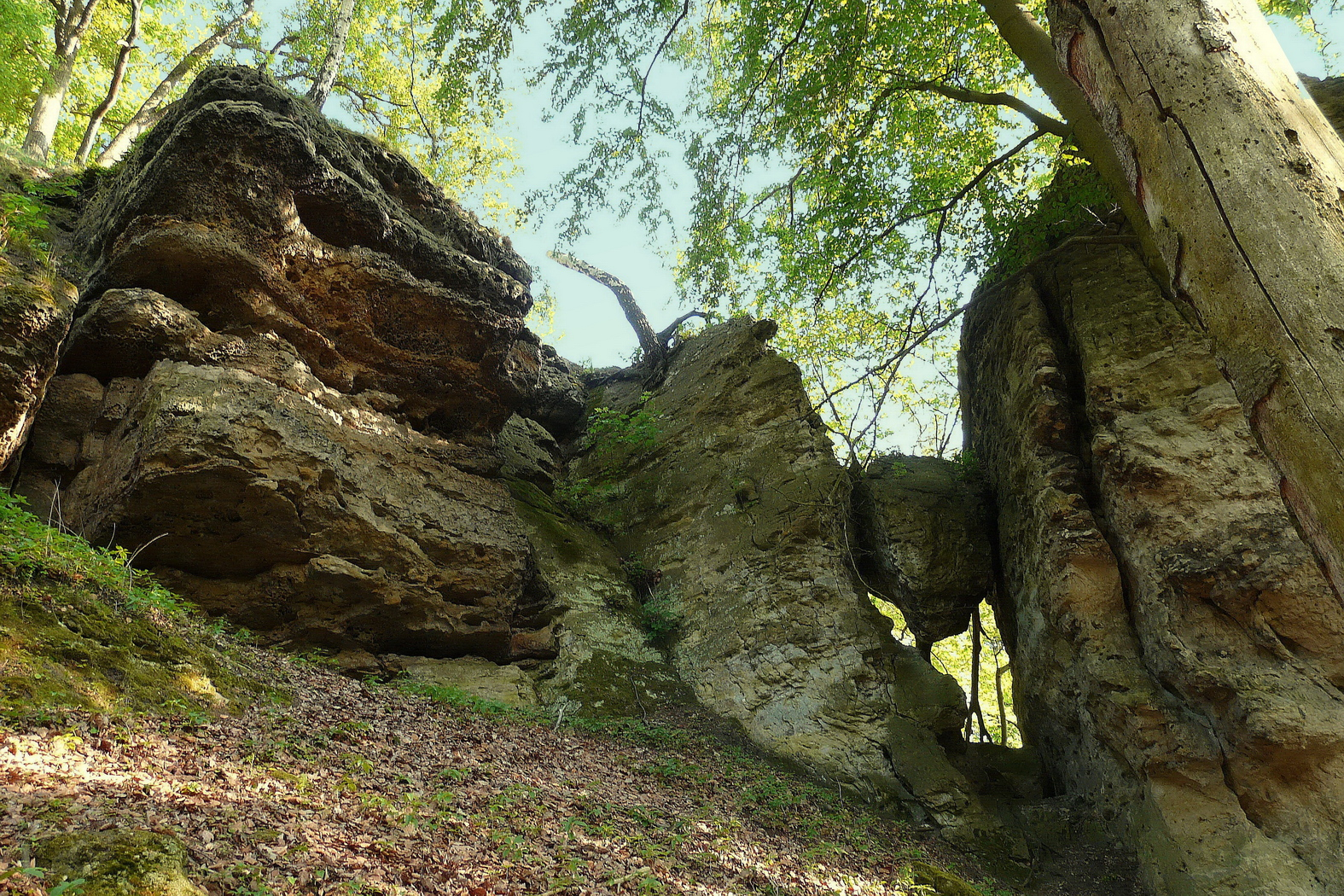
Pískovcové skály na Malé Bukové

Vrch tvoří těsné souvrší s východněji ležícím vrchem Velká Buková. Souvrší leží v bývalém vojenském prostoru Ralsko. V blízkosti se nachází bývalé vojenské letiště Hradčany, z přírodních lokalit je to PR Hradčanské rybníky, rašeliniště Pustý rybník, NPR Břehyně – Pecopala.
Jde o významný krajinný prvek, který je součástí chráněné lokality Ptačí oblast Českolipsko – Dokeské pískovce a mokřady. Lokalitu lze charakterizovat jako pralesovitý zbytek vrcholové bučiny na dvou vyvřelých kopcích s přechodem do doubrav na jihozápadním svahu Malé Bukové. Na vrcholových skalkách se nacházejí izolované zbytky vegetace z období postglaciálních vápnitých půd. Vyskytují se zde běžné i ohrožené druhy flóry a fauny. Z chráněných druhů živočichů je doložen výskyt kriticky ohrožené tesaříka alpského, zaznamenán byl výskyt dudka chocholatého, v roce 1966 zde zahnízdil čáp černý.
Na obou vrcholech souvrší donedávna stávaly sovětskou armádou používané stožáry navigační signalizace pro hradčanské letiště, ale byly již odstraněny. Z mýtinky blízko vrcholu Malé Bukové je výhled jihovýchodním až východním směrem na krajinu v okolí Doks. Souvrší se nalézá zhruba na půl vzdálenosti mezi vrchy Bezděz a Ralsko, a i proto je to nepřehlédnutelná krajinná dominanta.

## Geomorfologické zařazení
Vrch náleží do celku Ralská pahorkatina, podcelku Dokeská pahorkatina, okrsku Bezdězská vrchovina a podokrsku Velkobukovská pahorkatina.

## Přístup
Přes souvrší vede žlutá turistická značka, která se napojuje na modrou turistickou značku vedoucí z Hradčan. Pod jihozápadním svahem obchází Malou Bukovou, pak vystoupá do sedla mezi Malou a Velkou Bukovou, kterou obchází jihozápadním svahem. Přístup na vrch je možný pěšky po lesní cestě vycházející z červené značky vedoucí východním svahem a napojující se na žlutou značku. Automobil je nutno zanechat u nejbližších silnic II/268 či II/270.